# Phytomyza trolliicaulis
Phytomyza trolliicaulis is een vliegensoort uit de familie van de mineervliegen (Agromyzidae). De wetenschappelijke naam van de soort is voor het eerst geldig gepubliceerd in 1989 door Suss.